# 灵宝市第一高级中学
灵宝市第一高级中学是位于中华人民共和国河南省三门峡市灵宝市境内的一所重点高级中学，创建于1937年。前身为1937年8月成立的“灵宝县立初级中学”，1993年改名为灵宝市第一高级中学，
可以简称为“灵宝一高”或“灵一高”。

## 历史
2005年，灵宝一高成为河南省首批“省级示范性普通高中”之一。
2009年，灵宝一高加强校园文化建设，兴建了一批文化设施。
2014年，灵宝一高获得“河南最具教学特色十佳学校”荣誉称号。
2017年8月9日，灵宝一高被授予清华大学生源基地。